# Skyllbergs IK
Skyllbergs IK är en idrottsklubb i Askersund verksam inom fotboll. Tidigare har man även haft sektioner för friidrott och skidskytte.
Klubben är den enda i kommunen som har en egen idrottsplats, Skyllbergsvallen, det är en k-märkt arena som därför inte får rivas eller flyttas. Skyllbergsvallen har fått en del uppmärksamhet. För några år sedan hamnade exempelvis arenan på en ”fem i topp”-lista över världens fotbollsarenor. Övriga på listan var Stadio Giuseppe Meazza i Milano, San Marmés i Bibao, Westfalen-Stadion i Dortmund och deMeer, Ajaxs hemmaarena, i Amsterdam.
Skyllberg har störst framgångar inom fotboll i kommunen med 14 kommunmästerskap vunna, i den tabellen ligger IFK Askersund tvåa med 6 vunna tätt följt av Åmmeberg med 5.
Föreningen har genom åren haft några framgångsrika kullar. Den senaste är det nuvarande u14-laget som är ett av landets bästa u15-lag utomhus.

Skyllberg IK grundades 1922.
Pierre Tillman och Niklas Klingberg är exempel på två spelare som började sina karriärer i Skyllbergs IK.